# مقاطعة واشتيناو (ميشيغان)
مقاطعة واشتيناو هي مقاطعة في ميشيغان، بلغ عدد سكانها 344٬791  نسمة، في 2010، عاصمتها آن آربر، ميشيغان، تبلغ مساحتها 1٬871 كيلومتر مربع.

## الموقع
تشترك في الحدود مع:
- مقاطعة ليفينغستون
- مقاطعة لينوي
- مقاطعة مونرو.

## التقسيمات الإدارية
- آن آربر، ميشيغان.

## أعلام
- فرانك جاي هيكر
- إغناطيوس إم. دوفي